# Melanophryniscus simplex
Melanophryniscus simplex – gatunek płaza bezogonowego z rodziny ropuchowatych.

## Systematyka
Gatunek ten jest jednym z przedstawicieli rodzaju Melanophryniscus zaliczanego do rodziny ropuchowatych (Bufonidae).
Opisali go w 2002 roku Caramaschi i Cruz w oparciu o okazy odłowione w grudniu 1970 roku.

## Rozmieszczenie geograficzne
Jest to płaz występujący endemicznie w południowej Brazylii. Pierwotnie znany był tylko z miejsca typowego w gminie Bom Jardim da Serra (wydzielonej z gminy São Joaquim) w stanie Santa Catarina. Później odkryto też inne stanowiska w obrębie tegoż stanu oraz na przyległych terenach stanu Rio Grande do Sul.

## Ekologia
Gatunek żyje na wysokościach 500–1300 m nad poziomem morza.
Występuje w dwóch biomach: Mata Atlântica i Pantanal. Jest spotykany na skrajach lasów, w strumieniach i na mchu torfowym na górskiej sawannie.

## Cykl życiowy
Rozwój larwalny prawdopodobnie przebiega w wodzie.

## Status zagrożenia i ochrona
W Czerwonej księdze gatunków zagrożonych IUCN płaz ten od 2023 roku klasyfikowany jest jako gatunek najmniejszej troski (LC, ang. Least Concern); wcześniej, od 2004 roku uznawano go za gatunek niedostatecznie rozpoznany (DD, ang. Data Deficient).
Lokalnie gatunek jest pospolity. Trend populacyjny oceniany jest jako stabilny.
Nie wyróżnia się żadnych istotnych zagrożeń dla gatunku, choć lokalne dlań zagrożenie stanowią plantacje sosny, ekspansja rolnictwa, nadmierny wypas bydła i wywoływane przez człowieka pożary.
Zamieszkuje kilka obszarów chronionych, w tym Park Narodowy São Joaquim i Park Narodowy Serra Geral.